# 猫论
猫论，或作黑貓白貓論、白貓黑貓論，源自於中國共產黨領導人鄧小平的著名談話，其說法是“不管黑猫白猫，能捉到老鼠就是好猫”。
这句话的意思是：无论计划经济还是市场经济，都只是一种资源配置手段，与政治制度无关；资本主义可以有计划，社会主义也可以有市场。邓小平提出了“三个有利于”的判断标准。现代版的“猫论”最早由邓小平于1960年代初公开提出，在改革开放期间获得瞩目，邓小平九二南巡后广为流传。

## 历史起源
据目前所知，「猫论」最早见于清代蒲松龄所著《聊斋志异》，其卷四《秀才驅怪》文末写道：“异史氏曰：‘黄狸黑狸，得鼠者雄’。此非空言也。”

## 现代版本

### 历史背景
1958年，中国大陆兴起的“大跃进”和“人民公社化运动”，给国民经济造成了巨大的损失，据各方估计三年困难时期的大饥荒造成了1500万至5500万人的非正常死亡。1961年初，中共八届九中全会正式批准实行“八字方针”，即“调整、巩固、充实、提高”，标志着大跃进运动的接受。1962年初，中国共产党“七千人大会”在北京召开，时任中国国家主席刘少奇将大饥荒成因归结为“三分天灾，七分人祸”，中共中央主席毛泽东在会上作了自我批评、后退居二线。

### 猫论提出

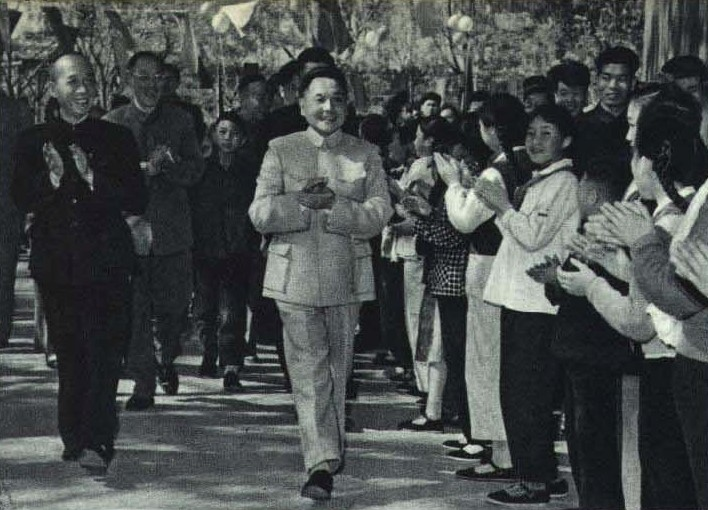
邓小平在北京景山公园（1963年5月）。他于1960年代初提出了现代版的“猫论”。

在此背景下，刘少奇、邓小平、陈云、邓子恢等人支持“三自一包”改革政策，缩小国有资产投资、开放自由市场，期间邓小平提出了“猫论”以支持包产到户。这些理论实际上就是说，允许通过一切形式发展经济，解放生产力，而不仅仅局限于它的形式。1962年7月2日（一说6月15日），邓小平对三自一包的“包产到户”表示支持，并引用四川（一说安徽）谚语“不管黄猫黑猫，捉到老鼠就是好猫”，“猫论”出台。在7月7日发表的《怎样恢复农业生产》一文中，邓小平在就如何评价包产到户时进一步说道：
|  | 刘伯承同志经常讲一句四川话：‘黄猫、黑猫，只要能捉住老鼠就是好猫。’这是说的打仗。我们之所以能够打败蒋介石，就是不讲老规矩，不按老路子打，一切看情况，打赢算数。现在要恢复农业生产，也要看情况，就是在生产关系上不能完全采取一种固定不变的形式，看用哪种形式能够调动群众积极性就采用哪种形式。 |

在后来的流传中，“黄猫”被说成了“白猫”。
但在当时，这些与毛泽东以“阶级斗争”为纲的路线是相悖的。1962年8、9月，在北戴河中央工作会议以及中共八届十中全会上，与会人士多着重于如何提高粮食生产等问题，而毛泽东则集中讲了阶级斗争形势问题，号召阶级斗争要“年年讲，月月讲，日日讲”，同时批评了邓子恢等人支持包产到户是在搞资本主义，邓子恢遭批判降职。

### 文革时期
文化大革命中，猫论成了邓小平的把柄，是四人帮、造反派控诉邓小平的“十大罪状”之一。四人帮之一的江青等认为，猫论意味着“不管社会主义还是资本主义，只要能发展生产力就是好主义”，就是“唯生产力论”、是资产阶级意识形态。
1976年第4期《红旗》杂志刊载了一篇署名为靳志柏的题为《不容抹杀社会主义和资本主义的区别——驳“白猫黑猫”论》的文章，声称：“如果照党内那个不肯改悔的走资派所主张的那样办，让资本主义的‘白猫黑猫’一齐出笼，按单干，搞投机倒把，搞自由经营，那么，社会主义集体经济就会被瓦解，社会主义事业就会被断送，无产阶级专政的国家就会变成资产阶级专政的国家。”

### 改革开放
拨乱反正、改革开放启动后，尤其在邓小平的九二南巡后，猫论也逐渐变得妇孺皆知。随着邓小平理论指导思想地位的确立，在中国共产党的理论中，猫论被认为具有“解放思想、实事求是”、“实践是检验真理的唯一标准”和“三个有利于”标准等精神内涵。

## 后世纪念

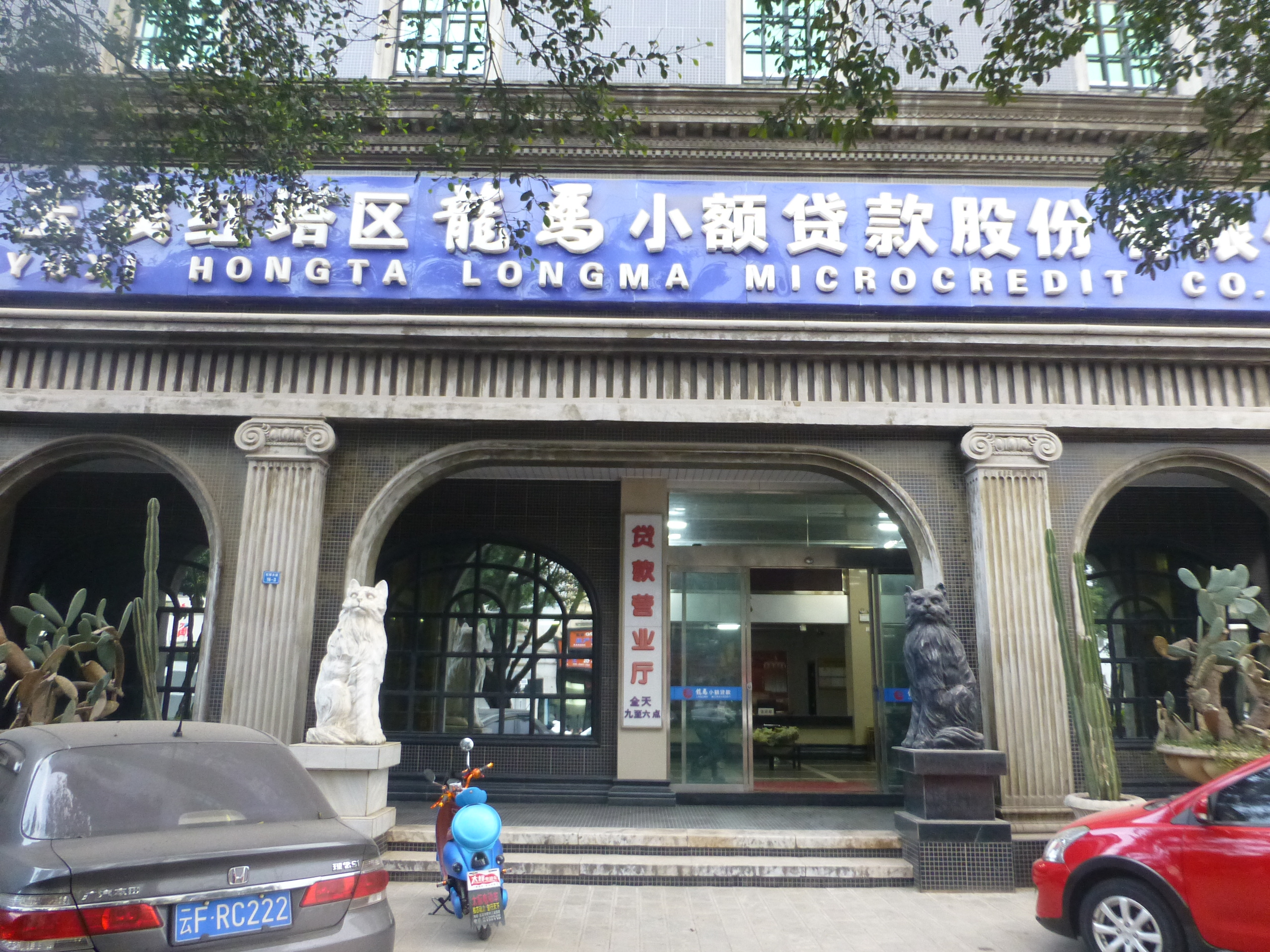
云南省玉溪市一棟建築把石獅子改為黑猫白猫

江西省南昌市八一大桥南侧桥头堡有“白猫黑猫”雕塑，以纪念邓小平“不管白猫黑猫抓到老鼠就是好猫”的改革开放思想。